# Zwanzigrappenstück
| Zwanzigrappenstück | Zwanzigrappenstück      |
| ------------------ | ----------------------- |
| Zwanzigrappenstück |                         |
| Daten              |                         |
| Legierung:         | 75 % Kupfer 25 % Nickel |
| Gewicht:           | 4,00 g                  |
| Durchmesser:       | 21,05 mm                |
| Dicke:             | 1,65 mm                 |
| Randprägung:       | glatt                   |

Das Zwanzigrappenstück oder der Zwanzigräppler, schweizerdeutsch Zwänzger(li), Zwanz(i)ger(li), Zwänzgi, ist eine Münze der Schweizer Währung und hat den Wert eines Fünftel Frankens = 20 Rappen.
Es wurde erstmals 1850 geprägt, und zwar aus Billon mit einem Silberanteil von 15 Prozent. Die Münzen der Jahre 1881–1938 bestehen aus Reinnickel und werden von Münzautomaten schlecht erkannt, weshalb sie 2004 ausser Kurs gesetzt wurden. Seit 1939 wird eine Kupfernickel-Legierung verwendet.
Das heutige Motiv wurde 1881 eingeführt. Es zeigt auf der Vorderseite den Münzwert (ohne Währungseinheit) umrahmt von einem Kranz aus Alpenrosen. Die Rückseite zeigt einen Libertas-Kopf (oft als Helvetia missinterpretiert).
In Anlehnung an das Zehnrappenstück, den «Batzen», wurde das Zwanzigrappenstück früher auch «Zweibätzler» genannt.